# XXVIe congrès du Parti communiste français
Le XXVIe congrès du PCF s'est tenu à Saint-Ouen du 2 au 6 décembre 1987.

## Résolutions
Le rapport de Georges Marchais dénonce la politique d'austérité menée par les gouvernements successifs, y compris ceux après 1981, et analyse ce qui est pour lui la crise du système capitaliste.

## Membres de la direction

### Bureau politique
- Membres réélus : Gustave Ansart, Claude Billard, Pierre Blotin, Charles Fiterman, Jean-Claude Gayssot, Maxime Gremetz, Guy Hermier, Philippe Herzog, Henri Krasucki, André Lajoinie, Paul Laurent, Francette Lazard, René Le Guen, Roland Leroy, Georges Marchais, Gisèle Moreau, René Piquet, Gaston Plissonnier, Louis Viannet et Madeleine Vincent.
- Nouveaux membres : Antoine Casanova, Jackie Hoffmann et François Duteil[2].

### Secrétariat du Comité central
- Secrétaire général du Parti : Georges Marchais
- Secrétaires réélus : Charles Fiterman, Jean-Claude Gayssot, Maxime Gremetz, André Lajoinie, Paul Laurent, Gisèle Moreau, Gaston Plissonnier.